# Nederlands Volksbuurtmuseum
Het Volksbuurtmuseum is een museum gelegen in Utrecht aan de Waterstraat 27. Het museum heeft een grote collectie objecten en foto's over de geschiedenis van een bekende Utrechtse volksbuurt, Wijk C. De volksbuurt was vroeger een buurt waar ‘het gewone volk’ woonde, vaak in kleine, in slechte staat verkerende woningen. Elke stad had zo zijn volksbuurten. Utrecht had Wijk C, ooit zo genoemd omdat de Franse bezetter de Nederlandse namen niet kon (of wilde) uitspreken.
Wijk C was 100 jaar geleden de dichtstbevolkte wijk van Utrecht. In de wijk woonden grote gezinnen in kleine krotwoningen. De bewoners leefden vooral buiten. Iedereen moest keihard werken voor een paar centen en er was veel armoede. Maar er was ook veel saamhorigheid en solidariteit.
Hoewel Wijk C als enige wijk in Utrecht nu nog met een letter wordt aangeduid, is de wijk inmiddels erg veranderd. Nog steeds leven we dicht op elkaar en er liggen ook nu allerlei uitdagingen in het samenleven. In het museum vertellen inwoners van Utrecht hoe zij aankijken tegen thema's die in de volksbuurt spelen en nog steeds actueel zijn.
De volksbuurt van 100 jaar geleden bestaat niet meer, maar het heeft op deze plek wél het Volksbuurtmuseum opgeleverd.
Geschiedenis van het museum
Bij de oprichting van het museum zijn de Wijk C-bewoners actief betrokken geweest door de gezamenlijke aanleg van de collectie. Buurtbewoners leverden op verzoek persoonlijke bezittingen aan en lieten zich interviewen om de identiteit van de wijk in leven te houden. Wat in het buurthuis van Wijk C begon als een particuliere fotoverzameling met vooral veel opgetekende verhalen en herinneringen, is in de afgelopen 30 jaar uitgegroeid tot Het Volksbuurtmuseum dat gevestigd is in het hart van de stad Utrecht. 

## Fotogalerij

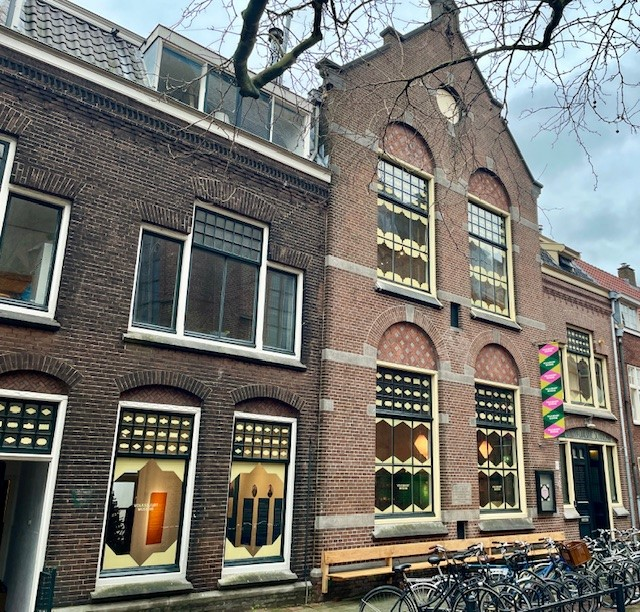
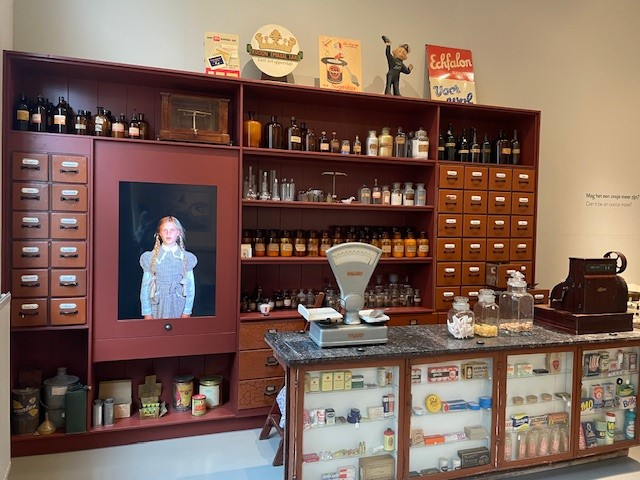
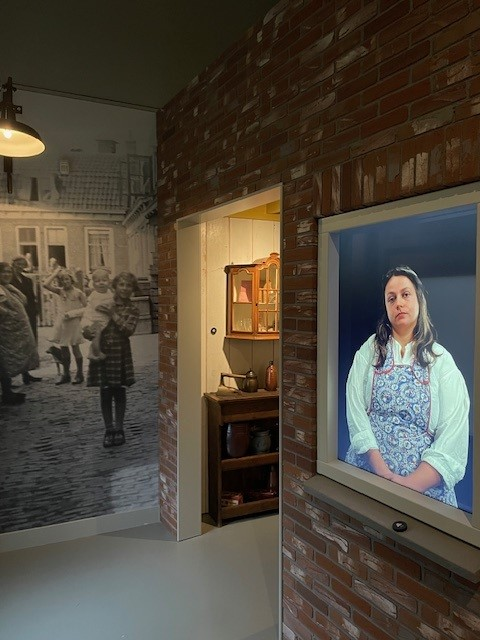
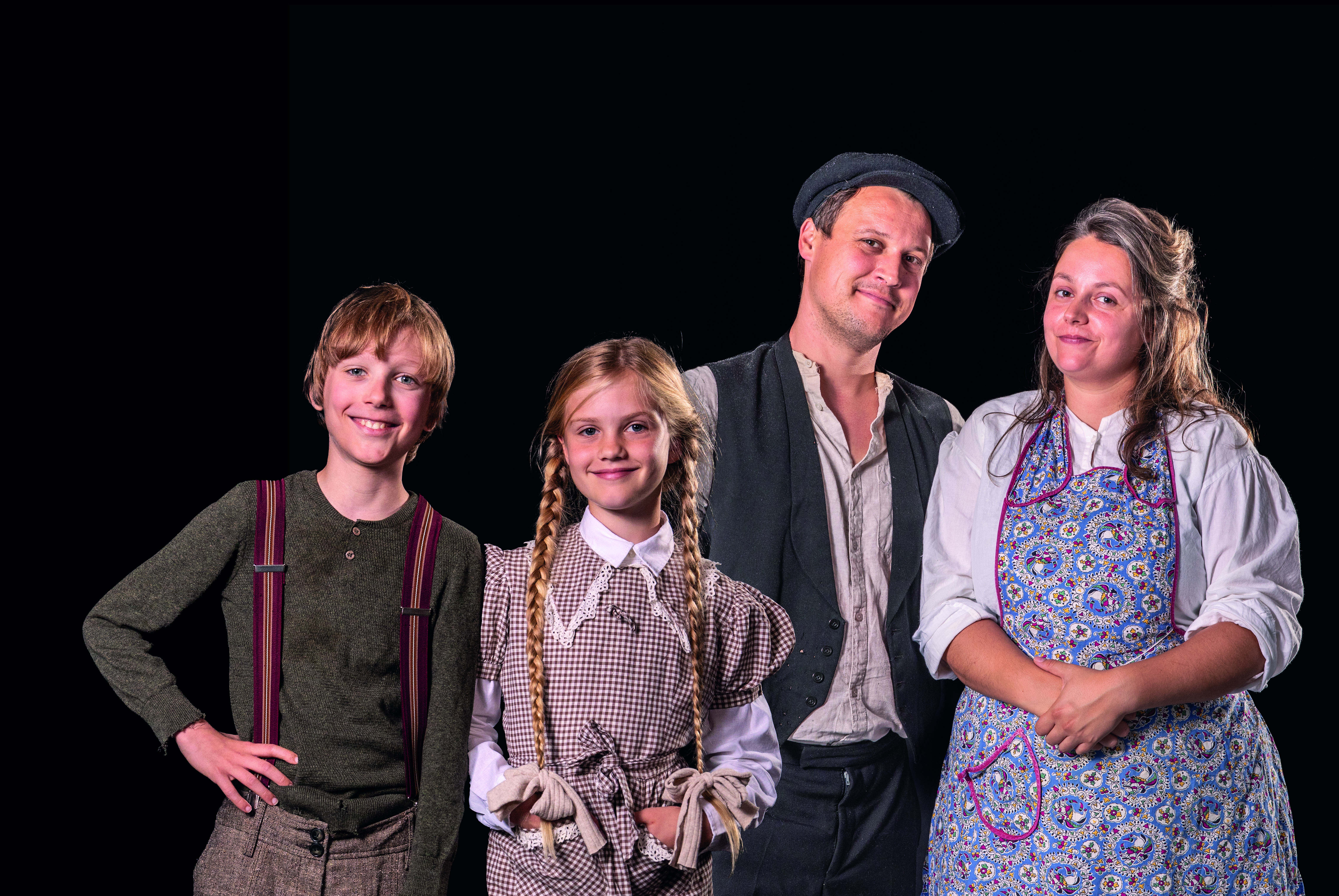